# Сангу – Читтагонг
Сангу – Читтагонг – трубопровід, споруджений для видачі продукції бангладеського газового родовища Сангу, розташованого у Бенгальській затоці. Перший офшорний газопровід в історії Бангладеш. 
Видачу продукції офшорного родовища Сангу, розробка якого почалась у 1998 році, організували через газопровід довжиною 49 км та діаметром 500 мм. Він починався від встановленої в районі із глибиною моря 10 метрів платформи для фонтанних арматур та прямував до установки підготовки, розташованої на північно-східній околиці Читтагонгу в районі Фауздархат. Пропускна здатність трубопроводу становила до 20 млн м3, що в кілька разів перевищувало потреби Сангу. 
Підготований природний газ певний час подавали до трубопроводу Бахрабад – Читтагонг (робочий тиск до 6,9 МПа), а після падіння тиску стали закачувати до читтагонзького газопровідного кільця (робочий тиск 2,4 МПа) 
В жовтні 2013-го видобуток на родовищі завершився, відповідно, припинилась і експлуатація газопроводу.
Можливо також відзначити, що існує план перетворення виснаженого родовища на підземне сховище газу. У випадку його реалізації трубопровід стане бідирекціональним та буде обслуговувати сховище.